# Ворентон (Северна Каролина)
Ворентон (енгл. Warrenton) град је у америчкој савезној држави Северна Каролина.

## Демографија
По попису из 2010. године број становника је 862, што је 51 (6,3%) становника више него 2000. године.
| Група             | 2000.       | 2010.       |
| Белци             | 488 (60,2%) | 467 (54,2%) |
| Афроамериканци    | 294 (36,3%) | 352 (40,8%) |
| Азијати           | 1 (0,1%)    | 2 (0,2%)    |
| Хиспаноамериканци | 7 (0,9%)    | 29 (3,4%)   |
| Укупно            | 811         | 862         |